# Don Arden
Don Arden (nato Harry Levy) (Manchester, 4 gennaio 1926 – Los Angeles, 21 luglio 2007) è stato un manager e produttore discografico britannico, conosciuto per aver collaborato con gruppi rock come Black Sabbath, Small Faces e Electric Light Orchestra.

## Biografia
Nel 1963 diede l'opportunità ai nascenti Rolling Stones di partecipare come gruppo spalla alla tournée degli Everly Brothers in quello che sarebbe poi diventato il primo tour del gruppo inglese.
È anche noto per essere stato il padre di Sharon Arden, nonché suocero del cantante Ozzy Osbourne. È stato fondatore dell'etichetta discografica Jet Records.